# Wiener Lokalbahnen

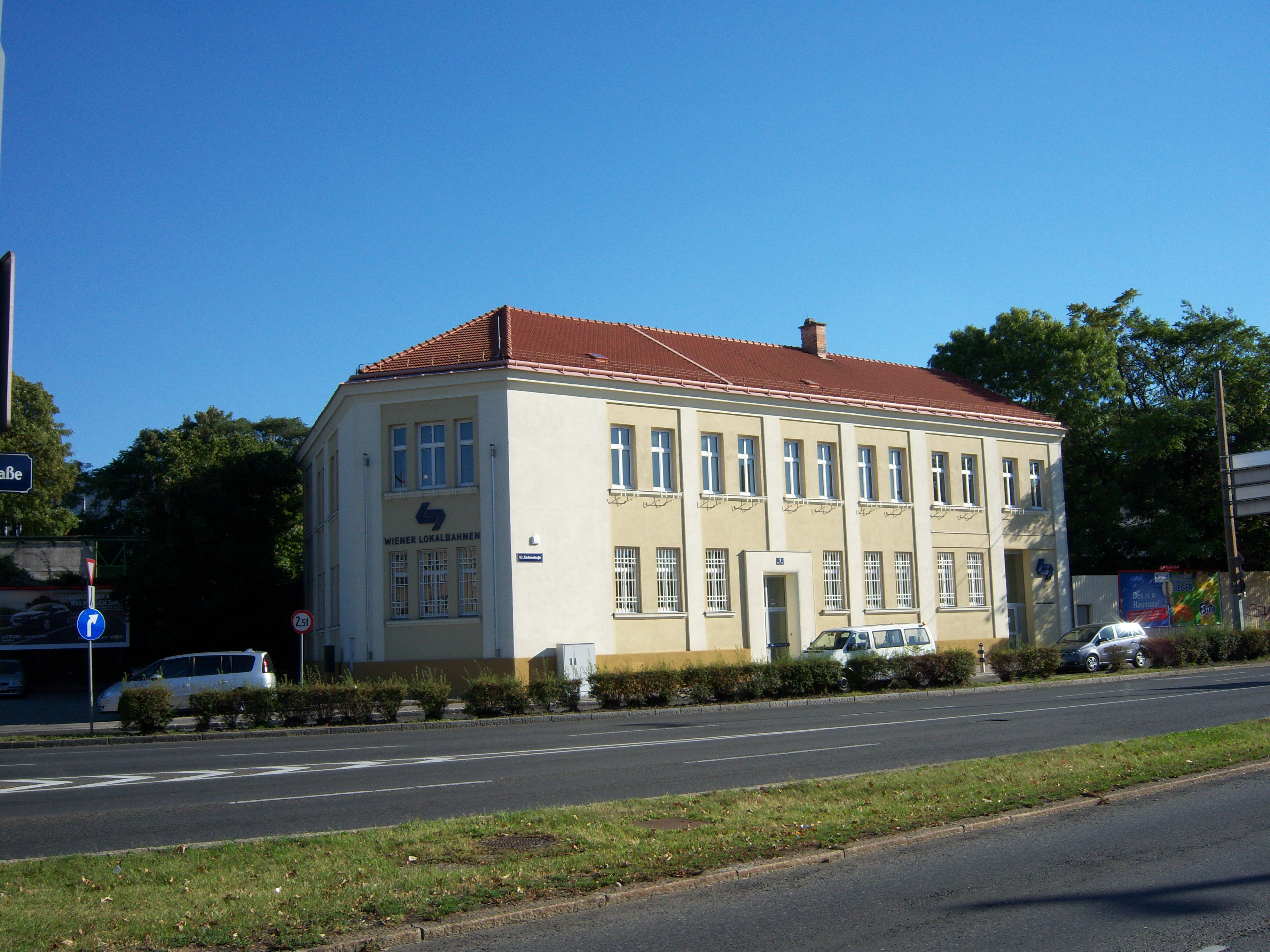
Ehemalige Zentrale der Wiener Lokalbahnen in der Eichenstraße

Die Wiener Lokalbahnen GmbH (WLB) ist ein Verkehrsunternehmen im Großraum Wien mit einem Stammkapital von 1.000.000 Euro, wobei dieses auf die Wiener Stadtwerke GmbH in Höhe von 999.362,73 Euro und auf die Wiener Stadtwerke Vermögensverwaltung GmbH in Höhe von 637,27 Euro aufgeteilt ist. Das Unternehmen ist für seinen Bahn- und Buspersonenverkehr bekannt, insbesondere den Betrieb der Lokalbahn Wien–Baden. Der gesamte Personenverkehr ist in den Verkehrsverbund Ost-Region (VOR) eingebunden. Außerdem wickelt das Unternehmen Güterverkehr ab und verfügt seit 1999 über die Verkehrskonzession sowohl im Personen- als auch Güterverkehr auf allen Eisenbahnstrecken innerhalb der gesamten Europäischen Union.
Das Unternehmen betreibt auch die ehemalige Straßenbahnstrecke nach Traiskirchen Aspangbahn im Güterverkehr, heute als nicht elektrifizierte Verbindung zum Unternehmensgelände der ehemaligen Semperit AG sowie als Verbindung zum Netz der ÖBB.
Das Unternehmen ist Alleineigentümer der Tochterfirmen Wiener Lokalbahnen Verkehrsdienste GmbH (Behindertentransporte und Gelegenheitsverkehr mit Bussen) und Wiener Lokalbahnen Cargo GmbH (Güterverkehr).

## Das Unternehmen

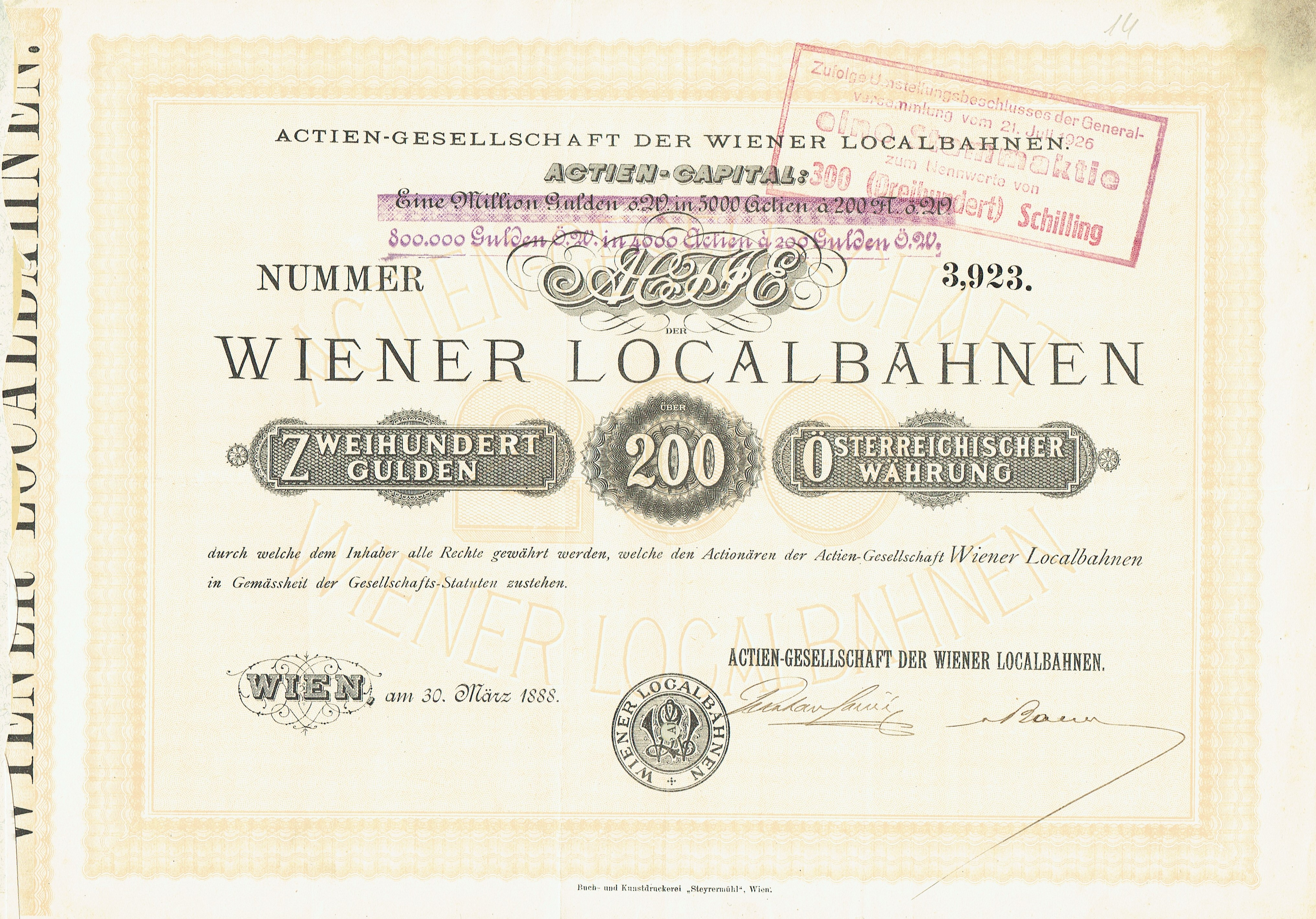
Gründeraktie der AG der Wiener Localbahnen vom 30. März 1888

Schuldverschreibung der Wiener Localbahnen von 1894

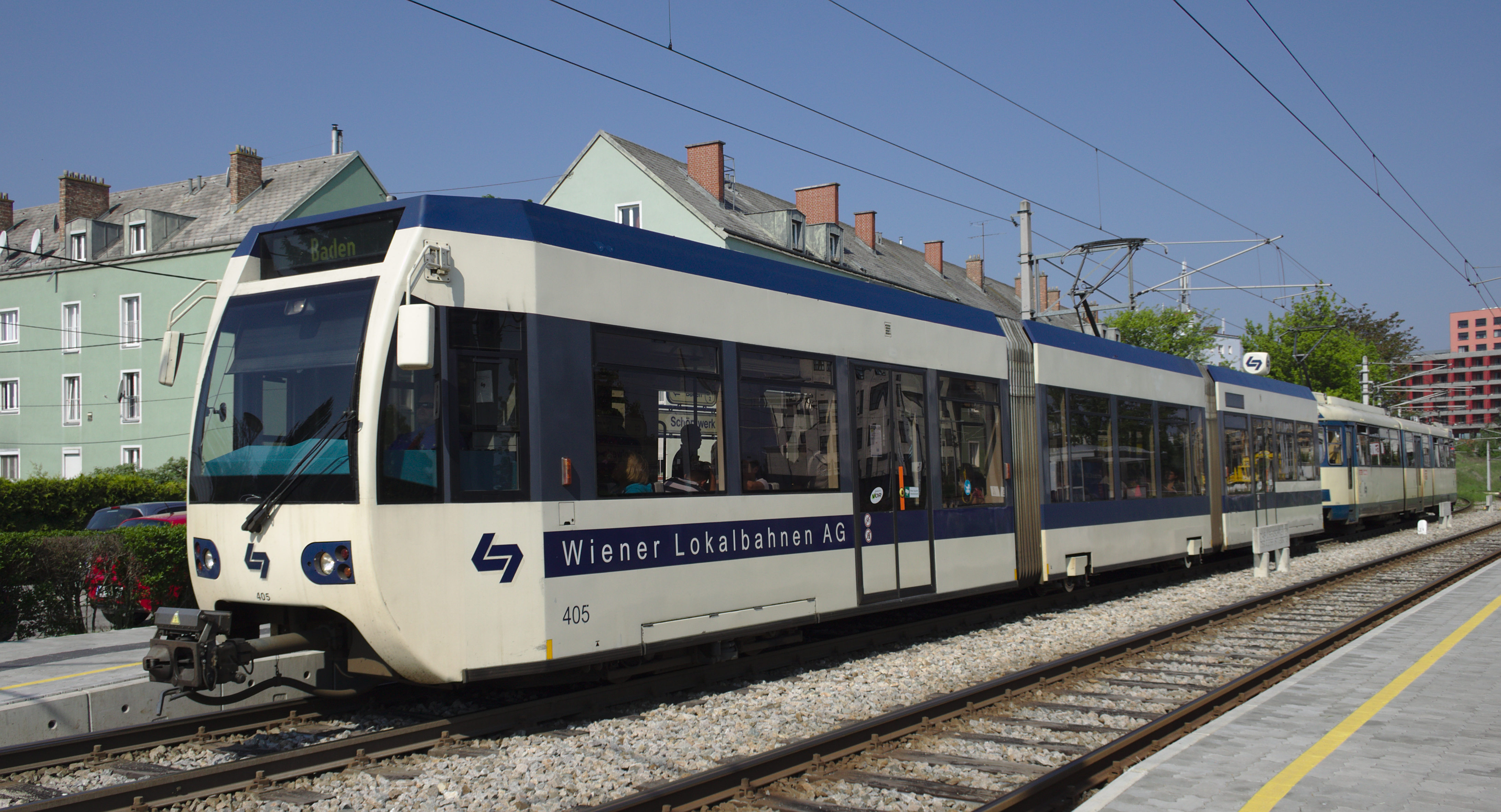
Zug der Badner Bahn an der Haltestelle Schöpfwerk

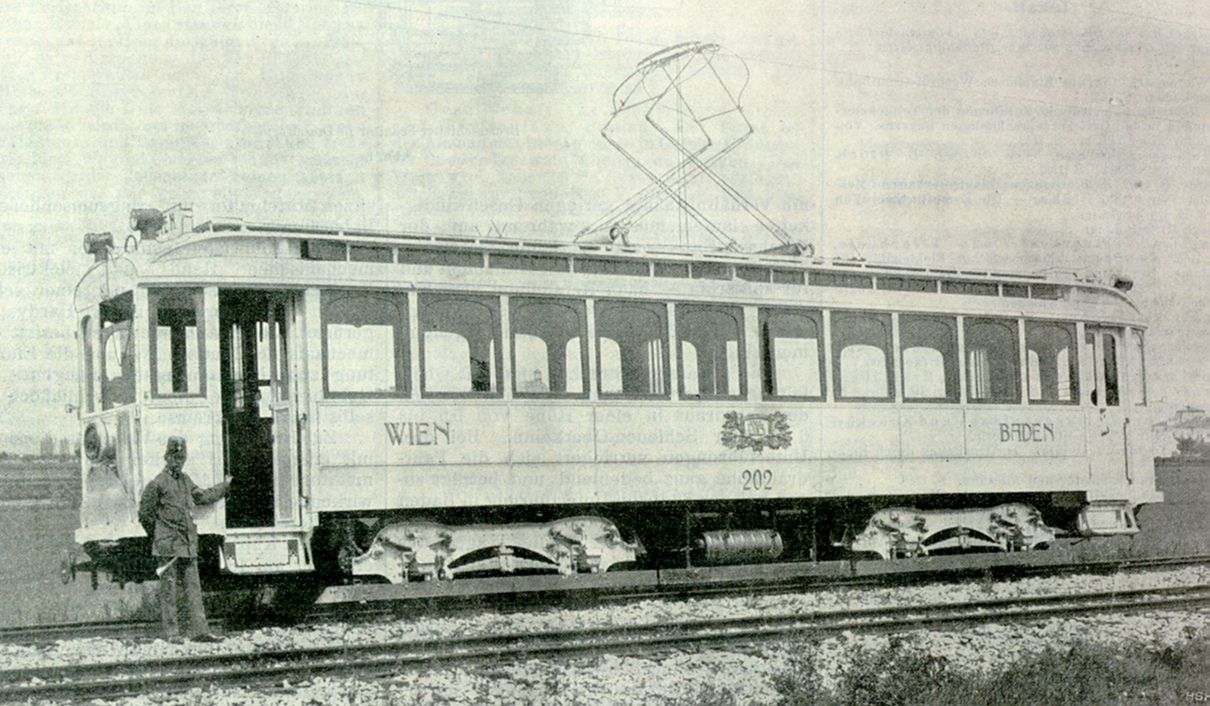
Elektrischer Triebwagen Reihe 200 von 1906

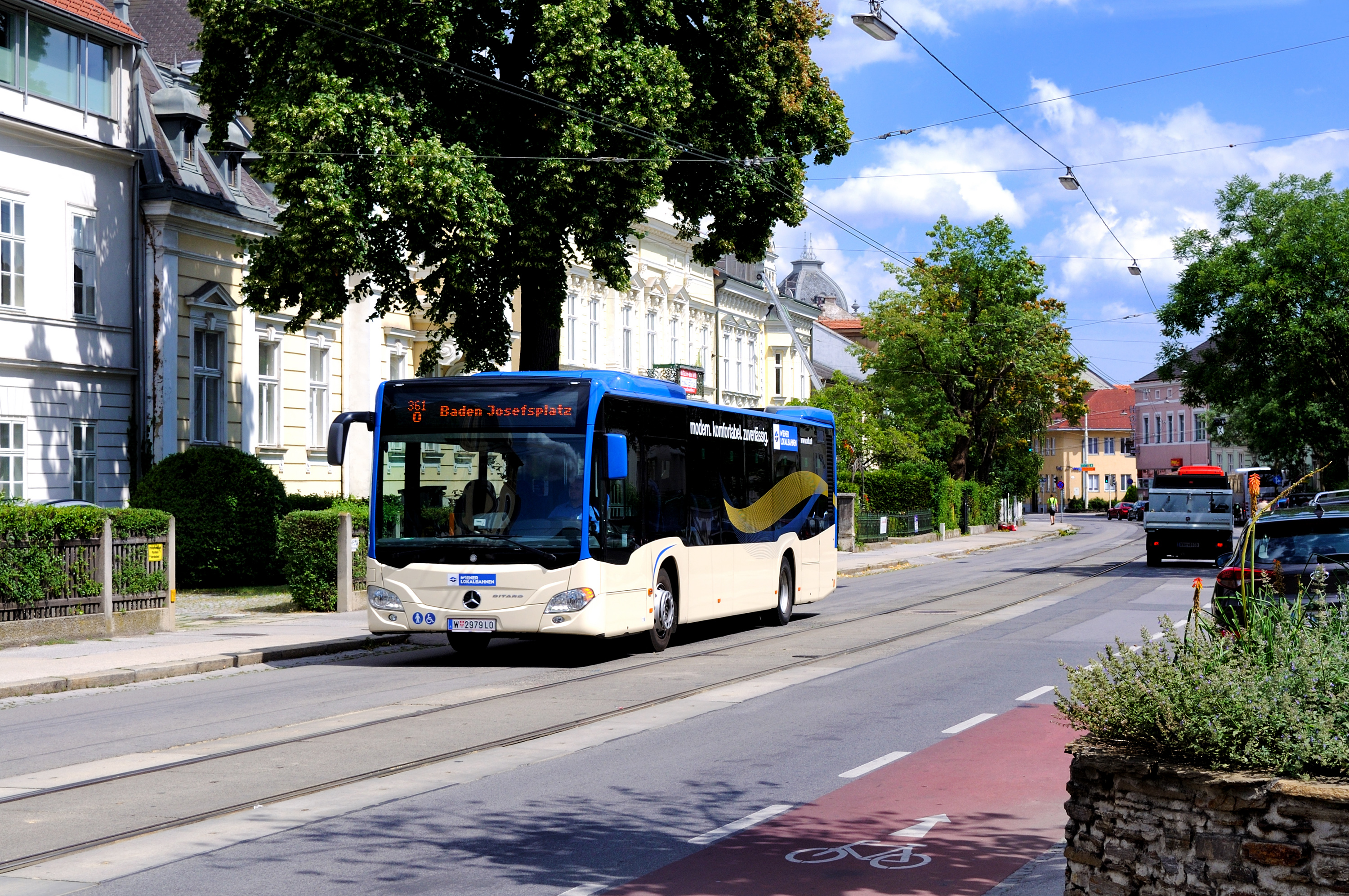
Bus der WLB in Baden

### Geschäftsfeld Bahnpersonenverkehr
Das Unternehmen betreibt die 30,4 Kilometer lange Bahnverbindung zwischen Wien Oper und Baden Josefsplatz (Lokalbahn Wien–Baden, auch Wiener Lokalbahn oder Badner Bahn genannt). Zwischen den Stationen Wien Oper und Wien Schedifkaplatz verkehrt die Linie auf Strecken der Straßenbahn Wien. Danach verkehrt die Linie auf einer Strecke, die von den Wiener Lokalbahnen als Eisenbahninfrastrukturunternehmen betrieben wird: von Wien Schedifkaplatz bis Baden Leesdorf als Vollbahn und von Baden Leesdorf bis Baden Josefsplatz im straßenbahnmäßigen Betrieb. Dabei handelt es sich, bis auf einen eingleisigen Abschnitt innerhalb Badens, um eine zweigleisige und vollständig elektrifizierte Eisenbahnstrecke. Die Bahn hält an insgesamt 34 Bahnhöfen und Haltestellen, wobei die Haltestelle am Wiener Karlsplatz aufgrund von Schleifenfahrt nur in Fahrtrichtung Wien Oper angefahren wird. Die Wiener Lokalbahn befördert täglich 30.000 Menschen zur Arbeit, Schule, Shopping City Süd oder zu diversen Veranstaltungen entlang der Bahnlinie.
Seit 2011 betätigen sich die WLB auch im externen Bahnpersonenverkehr am Netz der ÖBB mit der Führungen von Sonderzügen im Nostalgiebereich und der Abwicklung von Spezialtransporten, Lotsenleistungen oder der Stellung von Triebfahrzeugführern.
Nach Auflassung des ehemaligen Betriebshofs Wolfganggasse befindet sich der neue Betriebshof und die Hauptverwaltung der WLB AG am Bahnhof Inzersdorf Lokalbahn.

### Geschäftsfeld Buspersonenverkehr
Derzeit betreiben die WLB selbst die Buslinien 357, 358 und 359 im Verkehrsverbund Ostregion. Diese Linien sind die drei Badener Citybus-Linien C, B und A. Bis Ende August 2020 wurden auch die Regionalbuslinien 360, 361 und 362 von den Wiener Lokalbahnen betrieben. Die Linie 360, der so genannte Casinobus Baden, verkehrte auf der Strecke Wien Oper – Baden – Bad Vöslau – Gainfarn und war seit dem 26. März 2006 in das NightLine-Netz der Wiener Linien inkludiert. Die Linie wurde zwischen Wien und Baden hauptsächlich durch die neue Linie 303 von Dr. Richard ersetzt. Die Linie 361 verkehrte zwischen Baden, Oeynhausen, Möllersdorf, Bad Vöslau und dem Industriezentrum Niederösterreich Süd. Die Linie 362 verkehrte innerhalb von Baden und verband den Bahnhof einerseits mit Rauhenstein und andererseits mit dem Krankenhaus und der Haidhofsiedlung.

#### Wiedereinstieg in den Wiener Linienverkehr
Mit Oktober 2020 steigen die WLB auch wieder in den Buslinienverkehr in Wien ein.
Per Direktvergabe des Schwesterunternehmens Wiener Linien werden die Linien 47A, 49A, 50A und 50B ab dem 1. Oktober durch die Wiener Lokalbahnen betrieben.
Weiters konnten sich die WLB in Ausschreibungen auch die Linien 7B (seit 1. Februar 2021) und 16A (seit 1. Jänner 2021) für etwa sechs Jahre sichern.
Auch die Tochtergesellschaft WLV ist in Wien für die Wiener Linien aktiv und betreibt seit März 2020 alle Nacht-Rufbus-Linien und den Rufbus 25B.

## Tochtergesellschaften

### Wiener Lokalbahnen Cargo GmbH (WLC)

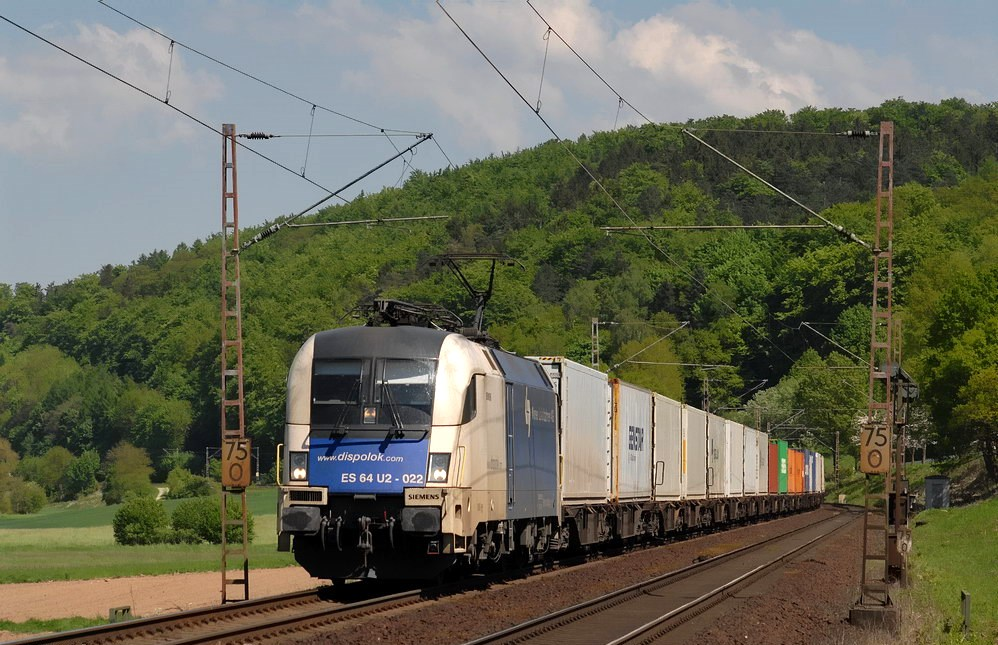
Güterzug mit einer Lokomotive der Wiener Lokalbahnen Cargo

Die Sparte Güterverkehr wurde Ende 2007 ausgegliedert (Eintragung in das Firmenbuch am 5. September 2007) und wird als hundertprozentige Tochtergesellschaft unter dem Namen Wiener Lokalbahnen Cargo GmbH (WLC) geführt. Die Wiener Lokalbahnen GmbH besitzt die Fahrkonzession für alle Eisenbahnstrecken Österreichs und in der EU. Die WLC führen sowohl auf der eigenen Infrastruktur (mit eigenen Dieselloks), als auch auf fremder (mit eigenen Diesel- und elektrischen Lokomotiven) Güterverkehr durch.
Folgendes Fahrmaterial ist in Verwendung:
- eigene Güterwagen, darunter 245 Containertragwagen[6],
- eine Diesellokomotive, Reihe 2064, gebaut von den ehemaligen Jenbacher Werken
- drei Diesellokomotiven, V100/Reihe 2000.

Der Bestand wird laufend an die Anforderungen angepasst.
Alle Lokomotiven tragen, bis auf zwei 1216 mit Ganzwerbung für Firmenkunden und der Lokomotive 83 (Jenbacher, diese ist rot lackiert) den Anstrich der WLC. Die Farben sind die Hausfarben Blau und Cremeweiß.
Ebenfalls hatte die WLC zwölf Lokomotiven des Typs Eurosprinter ES64 U2 bei Dispolok gemietet, während fünf Lokomotiven des Typs Eurosprinter ES64 U4 im Eigentum der WLC standen.

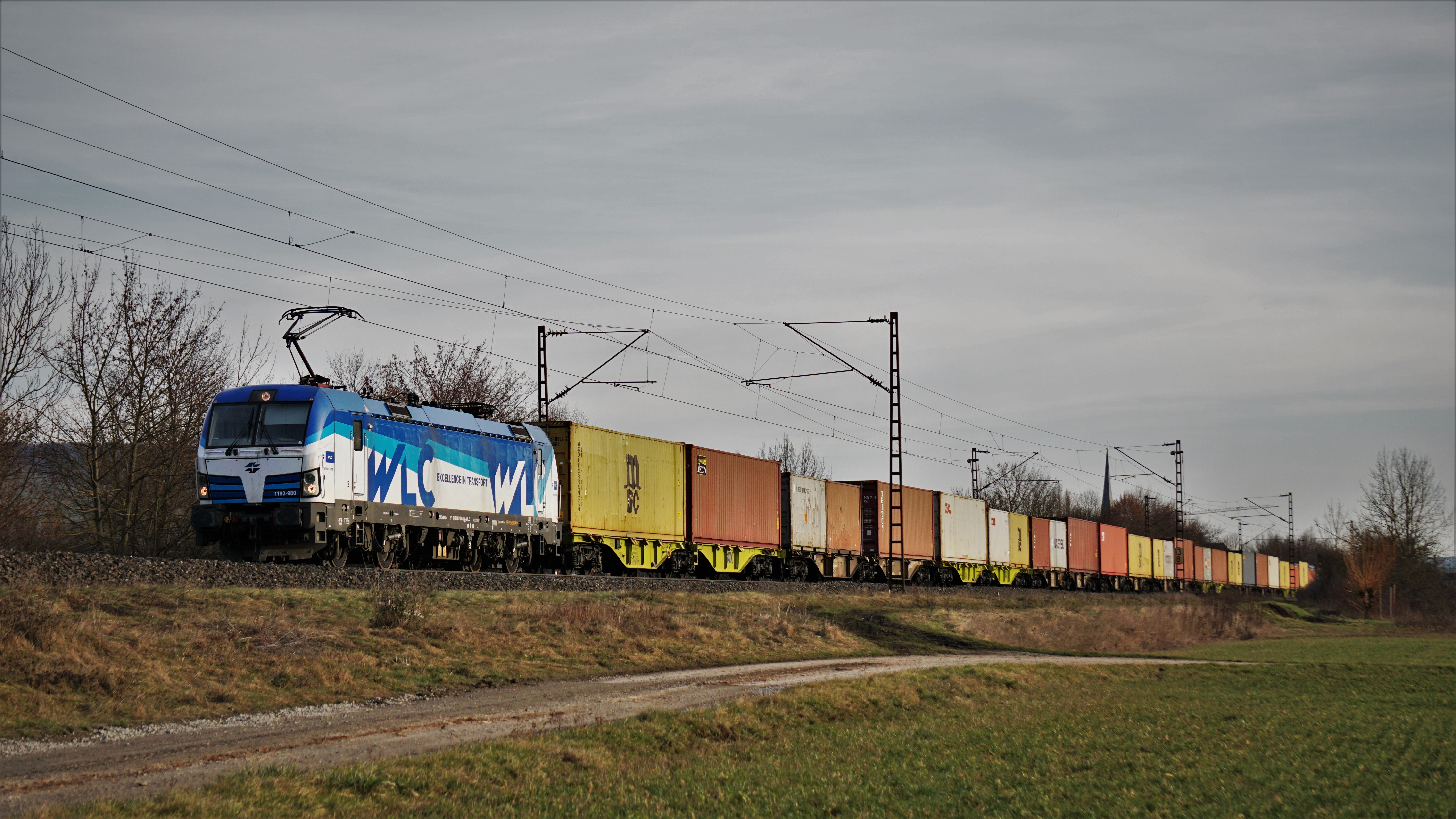
Die 1193 980 der Wiener Lokalbahnen Cargo (WLC) im neuen Design in Thüngersheim

Ende 2014 wurde eine Siemens Vectron mit der UIC-Nummer 91 81 1193 980-0 gekauft.
Anfang 2017 wurden zusätzlich noch drei neue elektrische Lokomotiven von Bombardier (TRAXX AC3) in den Fuhrpark aufgenommen.
Drei Lokomotiven der Baureihe 182 (gleich der österreichischen Baureihe 1116) werden als Bosporussprinter bezeichnet, da sie mit den Zugbeeinflussungssystemen der Eisenbahnen in Ungarn (EVM 120), Rumänien, Bulgarien und in der Türkei ausgestattet sind. Diese Loks sind für den unter der Woche verkehrenden »East Line Shuttle« (Duisburg – Enns/Krems/Wien – Budapest) im grenzüberschreitenden Verkehr von und nach Ungarn eingesetzt.
Darüber hinaus wurden neun Lokomotiven der deutschen Baureihe 182 (gleich der österreichischen Baureihe 1116) und fünf der Baureihe 1216/183 vor allem im deutschen Nord-Süd-Verkehr (Nordseehäfen–Österreich) sowie im Verkehr an den slowenischen Hafen Koper eingesetzt.
Zwei Lokomotiven der 1216/183-Flotte trugen eine von Firmenkunden entworfene Ganzwerbung, dies sind die 1216 954 »Hödlmayr« und 1216 955 »Roland Spedition«.
Im August 2021 wurden die vier Lokomotiven 1216 951–954 an die České dráhy (ČD) verkauft.
Im Jahr 2006 erreichte der Umsatz 26,1 Millionen Euro. Als Ziel für 2008 wurde eine Steigerung der jährlichen Zuganzahl von 2500 auf 3000 angestrebt, wobei vor allem der Kombinierte Ladungsverkehr ausgebaut werden sollte.
Im Mai 2025 gaben die Wiener Lokalbahnen den Verkauf der WLC, aufgrund hoher wirtschaftlicher Verluste, bekannt. Im Jahr 2022 belief sich das Jahresminus auf 5,8 Millionen Euro, 2023 stieg es auf 10 Millionen Euro.

#### Unfall im Güterverkehr
Am 9. Juni 2013, einem Sonntag, gegen 5:20 Uhr, waren die letzten vier Wagen eines 620 Meter langen und 750 Tonnen schweren Autotransportzuges der Wiener Lokalbahn Cargo GmbH auf der rechten Rheinstrecke kurz hinter Lorch (Rheingau) entgleist und wurden rund zehn Kilometer mitgeschleppt, bevor der Zug im Bahnhof Rüdesheim (Rhein) angehalten wurde. Der Zug war auf einer Leerfahrt von Emmerich am Rhein nach Passau unterwegs. Er hinterließ an den Gleisanlagen erhebliche Schäden. Auf die Fahrbahn der parallel verlaufenden Bundesstraße 42 wurden über mehrere Kilometer Schottersteine geschleudert. Im Gleis durchtrennten die entgleisten Wagen Kabel, zerstörten Kabelschächte des elektronischen Stellwerks, beschädigten Weichen, fuhren Signalmasten um und zerstörten Schwellen und Geländer. Im Bahnhof Rüdesheim wurde das Einfahrsignal mitgerissen. Bei der Durchfahrt durch Assmannshausen wurden durch umherfliegenden Bahnschotter Fensterscheiben etlicher dicht neben den Gleisanlagen stehender Häuser und parkende Straßenfahrzeuge beschädigt. Personen kamen bei dem Unfall nicht zu Schaden.
Bis 11:30 Uhr war der Straßenverkehr gesperrt, damit die Straßenmeisterei mit Räumfahrzeugen den Schotter von der Fahrbahn räumen konnte. Der Schienenverkehr auf der rechten Rheinstrecke war bis zum 16. Juni vollständig eingestellt. Zwischen Rüdesheim und Kaub musste ein Schienenersatzverkehr eingerichtet werden. Ab dem 17. Juni stand zwischen Kaub und Geisenheim für den Zugverkehr nur ein Gleis zur Verfügung.

### Wiener Lokalbahnen Verkehrsdienste GmbH (WLV)
Das Hauptaufgabengebiet dieser Gesellschaft ist der Transport von zum Teil schwerstbehinderten Menschen. Der zuvor zu den Verkehrsdiensten gehörende Bereich Busreisen der WLB wurde ausgegliedert und als eigenständiger Bereich Busreisen bei den WLV eingegliedert.
Der Fuhrpark besteht aus über 98 Mercedes-Kleinbussen, die alle voll behindertengerecht ausgerüstet sind und einer Reihe von Reisebussen, meist der Hersteller Setra, Volvo und Neoplan.
1968 war, zur Abrundung und besseren Ausnützung der Buskapazitäten, vorerst nur in Baden bei Wien ein Reisebüro eröffnet worden. Dem zunehmenden Interesse des Publikums Rechnung tragend, konnte auch in Wien eine Filiale eingerichtet werden. Von den beiden Geschäftsstellen wurden alle Reisebüroagenden wahrgenommen (IATA-Agenturvertrag, offizielle Bahnkartenverkaufsstelle des Österreichischen Verkehrsbüros) und Reiseangebote aller namhaften Veranstalter vermittelt. Der Geschäftszweig Reiseservice konnte 1988, dem Jahr, in welchem die Wiener Lokalbahnen ihr einhundertjähriges Bestehen feierten, 20 Jahre Erfahrung in der Reiseabwicklung bewerben.

### Wiener Lokalbahnen Busbetrieb GmbH (WLBB) (bis 2012)

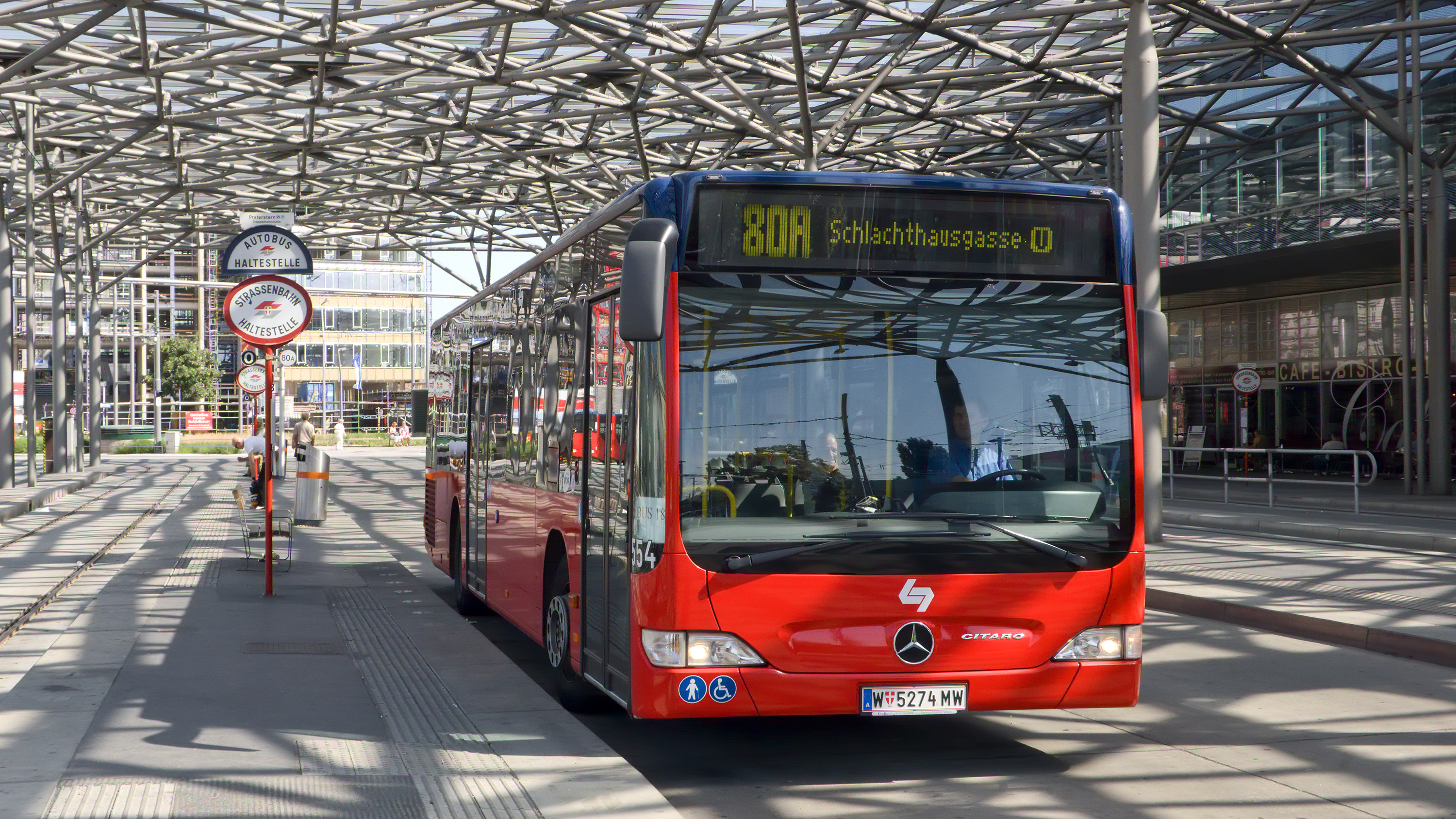
Linienbus der WLBB

Die Wiener Lokalbahnen Busbetrieb GmbH (WLBB) wurde im Jahr 2004 gegründet und war seit Anfang 2005 operativ tätig. Die ersten zwei Linien der WLBB waren die Buslinien 27A (ab dem 2. Juni 2005) und 37A (ab dem 9. Oktober 2005), die im Auftrag der Wiener Linien betrieben wurden. Am 1. Februar 2006 wurde der Betrieb der Buslinien 16A und 60A von der AG der Wiener Lokalbahnen an die Tochter WLBB abgegeben. Somit werden nur noch die Buslinien im Badener Raum sowie Überlandlinien von und nach Wien von der AG der Wiener Lokalbahnen selbst betrieben. Ab 6. August 2006 betrieben die WLBB anstelle der ÖBB-Tochter Österreichische Postbus AG die Wiener Buslinie 80A im Auftragsverkehr. Am 13. Juni 2008 kam es zu einem Linientausch mit den Wiener Linien. Die Linie 27A wurde abgegeben und dafür der Betrieb der Linien 67A und 70A übernommen. Die Linie 60A wurde am 4. September 2009 an Blaguss übergeben. Am 2. Jänner 2010 wurde der Betrieb der neu eingeführten Linie 33A übernommen.
Die Wiener Lokalbahnen Busbetrieb GmbH wurde zum 1. März 2012 samt den Linien 16A, 33A, 37A, 67A, 70A und 80A sowie dem „Ikea-Bus“ und dem Fuhrpark der WLBB vom Verkehrsbetrieb Gschwindl gekauft und existiert bis heute unter dem Namen Herbert Gschwindl Buslinien GmbH.

### Neue Geschäftsfelder
Die Aktiengesellschaft der Wiener Lokalbahnen übernahmen 2008 für rund drei Millionen Euro durch ihre Tochtergesellschaft Wiener Lokalbahnen Verkehrsdienste GmbH Teile der angeschlagenen C & K Airportservice Transportgesellschaft m.b.H. und deren weiteren Unternehmen. Da jedoch nur Unternehmensteile gekauft wurden, bestand keine Rechtsnachfolge.
Die Marke und die Telefonnummer blieb erhalten, der Fuhrpark erneuert und auch die Mitarbeiter wurden auf Basis des branchenüblichen Kollektivvertrages übernommen.
Zwischenzeitlich wurde „C & K“ an die Firma Blaguss verkauft, die die Marke „C & K“ seit dem 1. Juli 2011 parallel zum „Airportdriver“ betreibt.

## Fahrbetriebsmittel
Zu den elektrischen Triebfahrzeugen siehe: → Lokalbahn Wien-Baden
| Dampflokomotiven der Wiener Lokalbahnen | Dampflokomotiven der Wiener Lokalbahnen | Dampflokomotiven der Wiener Lokalbahnen | Dampflokomotiven der Wiener Lokalbahnen | Dampflokomotiven der Wiener Lokalbahnen | Dampflokomotiven der Wiener Lokalbahnen                             |
| Nummer                                  | Anzahl                                  | Bauart                                  | Baujahr                                 | Hersteller                              | Bemerkungen                                                         |
| --------------------------------------- | --------------------------------------- | --------------------------------------- | --------------------------------------- | --------------------------------------- | ------------------------------------------------------------------- |
| 26–28                                   | 3                                       | B n2t                                   | 1886                                    | StEG                                    | Dampftramway-Lokomotiven, 1888 von NWT, Nr. 27 1889 zurück an NWT   |
| 33                                      | 1                                       | B n2t                                   | 1887                                    | StEG                                    | Dampftramway-Lokomotive, 1889 von NWT, Ersatz für Nr. 27            |
| 50–53                                   | 4                                       | C n2t                                   | 1887                                    | Wr. Neustadt                            | Dampftramway-Lokomotiven, 1888 von NWT                              |
| 54–57                                   | 4                                       | C n2t                                   | 1893/1894                               | Wr. Neustadt                            | Dampftramway-Lokomotiven                                            |
| 60+61                                   | 2                                       | C n2t                                   | 1899/1900                               | Floridsdorf                             |                                                                     |
| 62–64                                   | 1                                       | C n2                                    | 1873                                    | Wr. Neustadt                            | 1905 von kkStB gekauft, kkStB 49.08, 1906 UN 62→64                  |
| 72+73                                   | 2                                       | D n2vt                                  | 1918                                    | Krauss/Linz                             | als kkStB 178.217–218 bestellt gewesen, 1919 gekauft                |
| 74                                      | 1                                       | 1'D1' h2t                               | 1944                                    | Floridsdorf                             | 1951 an ÖBB (ÖBB 93.1468 → ÖBB 93.1500) im Tausch gegen ÖBB 92.2256 |